# Каблар
Планина Каблар се налази на 13 km у ваздушној линији (23 km путем) од Чачка, и 155 km од Београда путем а тачно 100 km у ваздушној линији. Каблар је висок 889 метара. Са планином Овчар (985 m) гради Овчарско-кабларску клисуру, кроз коју протиче река Западна Морава. Недалеко од Каблара налази се познато туристичко место Овчар Бања. Овчар и Каблар видљиви су по ведром времену са виших крајева Београда, рецимо са Рипањске баријере или са Авале.
На врху планине постоји видиковац.

## Положај и клима
Положај ове планине веома је специфичан. Она се налази на самом југозападном ободу Шумадије, док се њој суседна, веома блиска планина Овчар (985 m) налази већ у Динарском пределу. Дели их Западна Морава. Два врха удаљена су један од другог само два и по километра у ваздушној линији. Каблар има поглед на град Чачак, Овчарско-кабларску клисуру, на меандре реке Западне Мораве, као и на брдо Брдо Љубић. Клима је планинска и умереноконтинентална.

## Знаменитости
У Овчарско-кабларској клисури и на кабларској страни, левој (северној) обали Западне Мораве, налазе се на релативно малој међусобној удаљености бројни православни хришћански манастири. Околно становништво их све назива заједничким именом »српска Света Гора«. Постоји укупно девет активних манастира и две црквице.